# ابن الفرحان
حسن بن حمد الفرحان النعيمي (ابن الفرحان) شاعر من شعراء الشعر النبطي في دولة قطر، ولد في عام 1924م في بادية قطر الجنوبية وتوفي سنة 1970م.

## حياته
ولد الشاعر حسن بن حمد الفرحان النعيمي في عام 1924م في بادية قطر الجنوبية. نشأ يتيم الأب فتكفل بتربيته خاله الشاعر علي بن رجا النعيمي وعمه علي بن شافي النعيمي. نشأ منذ صغره في بيئة مولعة بالشعر وفي أسرة أغلب أفرادها من الشعراء ورواة الشعر. فأمه تحفظ الشعر وترويه، كما هو الحال عند عمه وخاله اللذان أشرفا على تربيته. تعلم مبادئ بسيطة للقراءة والكتابة ونمت موهبته العشرية وصقلها. وبعد أن بلغ الثامنة عشر من عمره، عمل في شركة نفط البحرين. وبعدها انتقل إلى المنطقة الشرقية من المملكة العربية السعودية وعمل بشركة النفط أرامكو. وبعد اكتشاف النفط في قطر 1949م عاد للعمل في شركة نفط قطر المعروفة في ذلك الوقت بشركة شل وتنقل في الإقامة بين الجميلية وزكريت والخطية مع عائلته وظل يعمل بشركة النفط حتى آخر حياته. توفي أثناء إجراء عملية جراحية له في ظهره عام 1970 في لبنان ودفن بمقبرة الشهداء.

## شعره
قرض الشاعر حسن بن حمد الفرحان أشعاره على نمط الشعر النبطي الذي حتى أوائل القرن العشرين يكاد يكون امتداداً لشعر العرب في الجاهلية وشعر أهل البادية في صدر الإسلام، فيكثر فيه استخدام المقدمات الغزلية التي تؤدي بعد ذلك إلى موضوع القصيدة الرئيسي من فخر أو مدح أو حكمة أو نصح، أو وصف، وبدرجة أقل، الهجاء. كان معجبا بشعر الهزاني والقاضي وابن سبيل. وكان يقرأ كثيراً للشاعرين عبد الله الفرج ومحمد الفوزان. اتصل في حياته بالشعراء المعروفين في قطر من أمثال عمير بن عفيشه ولحدان الكبيسي وعبد الله بن سعد المهندي وله معهم بعض المساجلات الشعرية. صدرت له دواوين منها ما تم بجمع وتدوين الشاعر حمد بن عبد المحسن النعيمي وأعيدت طباعته عام 2007م. وقد ذكرت وزارة الثقافة والفنون والتراث لدولة قطر أعماله ضمن الإصدارات الثقافية المميزة لعام 1967-2013م

### من شعره
| ابن الفرحان | عفا الله يا عين عن النوم جزاعه وقلب من الفرقا ملول وجزاعي يا لوف قلبي لوف بستان زراعه إلى زان هبته اللواهيب وانلاعي وأنا وين أبا أدله من خل البر واسناعه ومبدأ يهبه من هوى العصر ذعذاعي وأنا حمد عيني من النوم منصاعه هوى كل نجم في مغيبه وأنا واعي واعد الشهر باليوم واليوم بالساعه ولا لي من الونات والناس هجاعي عنا القلب بذتني طوايه وانواعه ولا واهني اللي له القلب مطواعي إلى من عذل قلبه حزين ولا طاعه عوى بالغلايل عوية الذيب لا جاعي | ابن الفرحان |